# Milbank (South Dakota)
Milbank ist eine Kleinstadt (mit dem Status „City“) und Verwaltungssitz des Grant County im US-amerikanischen Bundesstaat South Dakota. Das U.S. Census Bureau hat bei der Volkszählung 2020 eine Einwohnerzahl von 3544 ermittelt.

## Geografie
Milbank liegt im Nordosten South Dakotas am südlichen Arm des Whetstone River, unweit der Grenze zu Minnesota. Die geografischen Koordinaten von Milbank sind 45°13′07″ nördlicher Breite und 96°38′01″ westlicher Länge. Das Stadtgebiet erstreckt sich über eine Fläche von 7,36 km².
Benachbarte Orte von Milbank sind Big Stone City (15,8 km nordöstlich), Labolt (22,8 km südlich), Stockholm (26,5 km südwestlich), Twin Brooks (13,3 km westlich), Corona (22,8 km nordwestlich), Shady Beach (20,9 km nördlich) und Linden Beach (22,6 km in der gleichen Richtung).
Die nächstgelegenen größeren Städte sind Sioux Falls (203 km südlich), Fargo in North Dakota (217 km nördlich) und Minnesotas größte Stadt Minneapolis (285 km östlich).

## Verkehr
Der U.S. Highway 12 verläuft in West-Ost-Richtung als Hauptstraße durch das Stadtgebiet von Milbank. In der Stadtmitte kreuzt der South Dakota Highway 15. Alle weiteren Straßen sind untergeordnete Landstraßen, teils unbefestigte Fahrwege sowie innerstädtische Verbindungsstraßen.
Durch Milbank verläuft eine Eisenbahnstrecke der BNSF Railway. Von dieser zweigt in nordwestlicher Richtung eine Nebenstrecke ab, die von der regionalen Sisseton Milbank Railroad betrieben wird.
Mit dem Milbank Municipal Airport befindet sich 8,8 km östlich der Stadt ein kleiner Flugplatz. Die nächsten größeren Flughäfen sind der Sioux Falls Regional Airport (200 km südlich), der Hector International Airport in Fargo (221 km nördlich) und der Minneapolis-Saint Paul International Airport (303 km östlich).

## Demografische Daten
Nach der Volkszählung im Jahr 2010 lebten in Milbank 3353 Menschen in 1508 Haushalten. Die Bevölkerungsdichte betrug 455,6 Einwohner pro Quadratkilometer. In den 1508 Haushalten lebten statistisch je 2,16 Personen.
Ethnisch betrachtet setzte sich die Bevölkerung zusammen aus 96,4 Prozent Weißen, 0,2 Prozent Afroamerikanern, 0,4 Prozent amerikanischen Ureinwohnern, 0,3 Prozent Asiaten sowie 1,8 Prozent aus anderen ethnischen Gruppen; 0,9 Prozent stammten von zwei oder mehr Ethnien ab. Unabhängig von der ethnischen Zugehörigkeit waren 3,2 Prozent der Bevölkerung spanischer oder lateinamerikanischer Abstammung.
21,8 Prozent der Bevölkerung waren unter 18 Jahre alt, 55,9 Prozent waren zwischen 18 und 64 und 22,3 Prozent waren 65 Jahre oder älter. 51,7 Prozent der Bevölkerung war weiblich.

Das mittlere jährliche Einkommen eines Haushalts lag bei 37.537 USD. Das Pro-Kopf-Einkommen betrug 21.746 USD. 17,3 Prozent der Einwohner lebten unterhalb der Armutsgrenze.

## Bekannte Bewohner
- Pug Manders (1913–1985) – American-Football-Spieler[9] – geboren in Milbank
- Jack Manders (1909–1977) – American-Football-Spieler[10] (Runningback bei den Chicago Bears) – geboren in Milbank